# Liste der geschützten Landschaftsbestandteile in Erlangen
In der Stadt Erlangen gab es im Februar 2023 zwei geschützte Landschaftsbestandteile.

## Geschützte Landschaftsbestandteile
| Holzweg                                        | BW | LB-01001 | Erlangen, Büchenbach Karte: 15431824 auf OpenStreetMap | ⊙ | 4,1 | 22. Dez. 1995 |
| Sandmagerrasen an der Riviera                  |    | LB-01203 | Erlangen, Erlangen Karte: 1137883721 auf OpenStreetMap | ⊙ | 1,7 | 10. Dez. 2001 |
| Legende für Geschützter Landschaftsbestandteil |    |          |                                                        |   |     |               |